# Monts Trinity
Les monts Trinity sont un massif montagneux des monts Klamath situé dans le comté de Siskiyou et à l’est du comté de Trinity, dans le Nord de la Californie.
Ils sont protégés au sein de la forêt nationale de Shasta-Trinity.

## Géographie

### Situation, topographie
Les monts Trinity s'étendent du sud-ouest au nord-est sur une cinquantaine de kilomètres, entre le lac Trinity et le lac Shasta, environ 27 km au nord-ouest de Redding.
Les sommets des monts Trinity s’élèvent à 1 200 m d'altitude au sud-ouest et à plus de 2 200 m au nord-est. Le mont Eddy est le point culminant, à 2 754 m d'altitude.

### Flore
Les monts Trinity abritent des zones forestières importantes, notamment des peuplements de chênes noirs de Californie (Quercus kelloggii), de chênes bleus (Quercus douglasii) et de sapin de Douglas (Pseudotsuga menziesii). Les occurrences de Quercus douglasii constituent une population disjonctive de cette espèce d'arbre endémique de Californie.

## Tourisme
Les sites de loisirs en plein air dans les monts Trinity et leurs contreforts comprennent :
- Barrage et réservoir Box Canyon - sentiers + camping ;
- Parc d'État Castle Crags ;
- Zone sauvage de Castle Crags ;
- Castle Lake ;
- Zone de véhicules hors route de Chapple-Shasta ;
- Clear Creek ;
- Zone de loisirs nationale de Whiskeytown-Shasta-Trinity ;
  - Zone de réservoir du lac Lewiston, dans l’unité Trinity ;
  - Zone du réservoir du lac Shasta, dans l’unité de Shasta ;
  - Zone du réservoir du lac Trinity, dans l’unité Trinity ;
  - Zone de réservoir du lac Whiskeytown, dans l’unité de Whiskeytown.